# ایمره کالمان
ایمره کالمان (مجاری: Kálmán Imre; ۲۴ اکتبر ۱۸۸۲ – ۳۰ اکتبر ۱۹۵۳) آهنگساز اپرت، و رهبر اهل مجارستان بود. وی به خاطر توسعه اپرت وینی مشهور است. از آثار مشهور وی می‌توان به پرنسس چارداش (۱۹۱۵) اشاره کرد. آثار وی از موسیقی محلی مجاری (مانند چارداش) و موسیقی وینی همچون کارهای یوهان اشتراوس و فرانتس لهار الهام گرفته‌اند، در کارهای متاخر وی تأثیر جاز آمریکایی نیز مشهود است.
به خاطر آنشلوس، کالمان و خانواده‌اش به پاریس و بعد از آن به آمریکا گریختند. وی در سال ۱۹۴۹ به اروپا بازگشت و در سال ۱۹۵۳ در پاریس درگذشت.
کالمان همچنین برندهٔ جایزهٔ لژیون دونور (شوالیه) شده است.